# Vogelbeschermingswacht Noord-Veluwe
De Vogelbeschermingswacht Noord-Veluwe is een vereniging die zich inzet voor vogelstudie- en bescherming op het noordelijk deel van de Veluwe. De vogelbeschermingwacht werd opgericht op 17 november 1961 en telt circa 200 leden (2021).

## Doelstelling
De vereniging heeft als doel de bescherming van de in het wild levende vogels en hun leefgebieden op de Noord-Veluwe. Dat probeert ze te bereiken door:
- leden en niet-leden enthousiast te maken voor vogels door middel van lezingen, excursies, cursussen, folders, persberichten, tentoonstellingen;
- het verrichten van inventarisaties en andere studies aan de vogelstand in de regio en daarvan verslag te doen;
- voorlichting te geven over natuur, milieu-, en vogelbescherming;
- het kritisch volgen van lokale overheden en particulieren en hun plannen te toetsen op de effecten voor de vogelstand;
- samen te werken met verwante landelijke en regionale verenigingen zoals Vogelbescherming Nederland, SOVON, KNNV en Natuur en Milieu Gelderland.

## Geschiedenis
De vogelbeschermingswacht Noord-Veluwe is opgericht op 17 november 1961 in Harderwijk. Aanvankelijk richtten de beschermingsactiviteiten zich vooral op het tegengaan van illegale vogelvangsten en het organiseren van grootschalige vogelvoederacties in de winter. In de loop der jaren is de aandacht verschoven naar andersoortige bedreigingen zoals overmatige recreatie en kanalisering van beken. 

## Activiteiten
Voor het vogelbeschermingswerk werkt de Vogelwacht samen met de lokale KNNV-afdeling in de Natuurbeschermingswerkgroep (NBW). De inrichting van de Veluwmeren en hun oevers krijgen veel aandacht. Behaalde successen zijn onder meer de niet verleende vergunning voor watervliegtuigen op de Veluwerandmeren en de aanpassing van het Waterfront-project in Harderwijk. 
Wat betreft de vogelstudie-activiteiten worden met enige regelmaat bepaalde gebieden geïnventariseerd, vaak samen met IVN- en KNNV-afdelingen, zoals Delta Schuitenbeek en het Beekhuizerzand. Reguliere monitoring en onderzoek vindt plaats aan ijsvogels, steenuilen, klapeksters en huiszwaluwen, naast bijdragen aan landelijke onderzoeken samen met de organisatie SOVON.
Geregeld zijn er lezingen, cursussen en excursies voor leden en niet-leden.
Veel aandacht besteedt de vereniging aan vogelfotografie.

## Organisatie
De vereniging geeft driemaal per jaar het blad Anser uit.